# مالايبالاي
مالايبالاي (بالإنجليزية: City of Malaybalay) هي مدينة في الفلبين، تتبع بوكيدنون، هي عاصمة بوكيدنون، بلغ عدد سكانها 153٬085  نسمة، في 2010، تبلغ مساحتها 969٫19 كيلومتر مربع، رمزها البريدي هو 8700.

## الموقع
تشترك في الحدود مع:
- Sumilao [الإنجليزية]‏
- Cabanglasan [الإنجليزية]‏
- Lantapan [الإنجليزية]‏.

## المناخ
يظهر الجدول التالي التغييرات المناخية على مدار السنة لمالايبالاي:
| البيانات المناخية لـمالايبالاي    | البيانات المناخية لـمالايبالاي | البيانات المناخية لـمالايبالاي | البيانات المناخية لـمالايبالاي | البيانات المناخية لـمالايبالاي | البيانات المناخية لـمالايبالاي | البيانات المناخية لـمالايبالاي | البيانات المناخية لـمالايبالاي | البيانات المناخية لـمالايبالاي | البيانات المناخية لـمالايبالاي | البيانات المناخية لـمالايبالاي | البيانات المناخية لـمالايبالاي | البيانات المناخية لـمالايبالاي | البيانات المناخية لـمالايبالاي |
| الشهر                             | يناير                          | فبراير                         | مارس                           | أبريل                          | مايو                           | يونيو                          | يوليو                          | أغسطس                          | سبتمبر                         | أكتوبر                         | نوفمبر                         | ديسمبر                         | المعدل السنوي                  |
| --------------------------------- | ------------------------------ | ------------------------------ | ------------------------------ | ------------------------------ | ------------------------------ | ------------------------------ | ------------------------------ | ------------------------------ | ------------------------------ | ------------------------------ | ------------------------------ | ------------------------------ | ------------------------------ |
| الدرجة القصوى °م (°ف)             | 34.0 (93.2)                    | 35.2 (95.4)                    | 35.5 (95.9)                    | 36.2 (97.2)                    | 36.2 (97.2)                    | 34.0 (93.2)                    | 33.0 (91.4)                    | 33.5 (92.3)                    | 34.0 (93.2)                    | 34.0 (93.2)                    | 34.8 (94.6)                    | 33.6 (92.5)                    | 36.2 (97.2)                    |
| متوسط درجة الحرارة الكبرى °م (°ف) | 29.0 (84.2)                    | 29.4 (84.9)                    | 30.6 (87.1)                    | 31.7 (89.1)                    | 31.2 (88.2)                    | 29.8 (85.6)                    | 29.0 (84.2)                    | 29.1 (84.4)                    | 29.5 (85.1)                    | 29.6 (85.3)                    | 30.0 (86.0)                    | 29.5 (85.1)                    | 29.9 (85.8)                    |
| المتوسط اليومي °م (°ف)            | 23.4 (74.1)                    | 23.5 (74.3)                    | 24.1 (75.4)                    | 24.9 (76.8)                    | 25.1 (77.2)                    | 24.5 (76.1)                    | 24.0 (75.2)                    | 23.9 (75.0)                    | 24.1 (75.4)                    | 24.2 (75.6)                    | 24.3 (75.7)                    | 23.9 (75.0)                    | 24.2 (75.6)                    |
| متوسط درجة الحرارة الصغرى °م (°ف) | 17.9 (64.2)                    | 17.6 (63.7)                    | 17.6 (63.7)                    | 18.1 (64.6)                    | 19.1 (66.4)                    | 19.2 (66.6)                    | 18.9 (66.0)                    | 18.8 (65.8)                    | 18.7 (65.7)                    | 18.9 (66.0)                    | 18.6 (65.5)                    | 18.3 (64.9)                    | 18.5 (65.3)                    |
| أدنى درجة حرارة °م (°ف)           | 11.7 (53.1)                    | 10.0 (50.0)                    | 12.0 (53.6)                    | 12.5 (54.5)                    | 14.0 (57.2)                    | 12.6 (54.7)                    | 14.2 (57.6)                    | 15.0 (59.0)                    | 15.3 (59.5)                    | 14.9 (58.8)                    | 13.1 (55.6)                    | 12.5 (54.5)                    | 10.0 (50.0)                    |
| معدل هطول الأمطار مم (إنش)        | 142.5 (5.61)                   | 106.1 (4.18)                   | 112.5 (4.43)                   | 115.6 (4.55)                   | 224.8 (8.85)                   | 313.5 (12.34)                  | 323.3 (12.73)                  | 294.4 (11.59)                  | 315.7 (12.43)                  | 314.7 (12.39)                  | 176.1 (6.93)                   | 130.7 (5.15)                   | 2٬569٫9 (101.18)               |
| متوسط الأيام الممطرة (≥ 0.1 mm)   | 16                             | 13                             | 13                             | 12                             | 18                             | 23                             | 24                             | 22                             | 24                             | 23                             | 18                             | 16                             | 222                            |
| متوسط الرطوبة النسبية (%)         | 85                             | 84                             | 81                             | 80                             | 83                             | 86                             | 88                             | 88                             | 88                             | 88                             | 86                             | 85                             | 85                             |
| المصدر: PAGASA                    |                                |                                |                                |                                |                                |                                |                                |                                |                                |                                |                                |                                |                                |